# Golden Gate (Florida)
Golden Gate es un lugar designado por el censo ubicado en el condado de Collier en el estado estadounidense de Florida. En el Censo de 2010 tenía una población de 23.961 habitantes y una densidad poblacional de 2.250,4 personas por km².

## Geografía
Golden Gate se encuentra ubicado en las coordenadas 26°11′1″N 81°42′13″O / 26.18361, -81.70361. Según la Oficina del Censo de los Estados Unidos, Golden Gate tiene una superficie total de 10.65 km², de la cual 10.11 km² corresponden a tierra firme y (5.08%) 0.54 km² es agua.

## Demografía
Según el censo de 2010, había 23.961 personas residiendo en Golden Gate. La densidad de población era de 2.250,4 hab./km². De los 23.961 habitantes, Golden Gate estaba compuesto por el 66.03% blancos, el 16.18% eran afroamericanos, el 0.69% eran amerindios, el 0.66% eran asiáticos, el 0% eran isleños del Pacífico, el 12.53% eran de otras razas y el 3.91% pertenecían a dos o más razas. Del total de la población el 58.52% eran hispanos o latinos de cualquier raza.